# ベントリー氷河底地溝

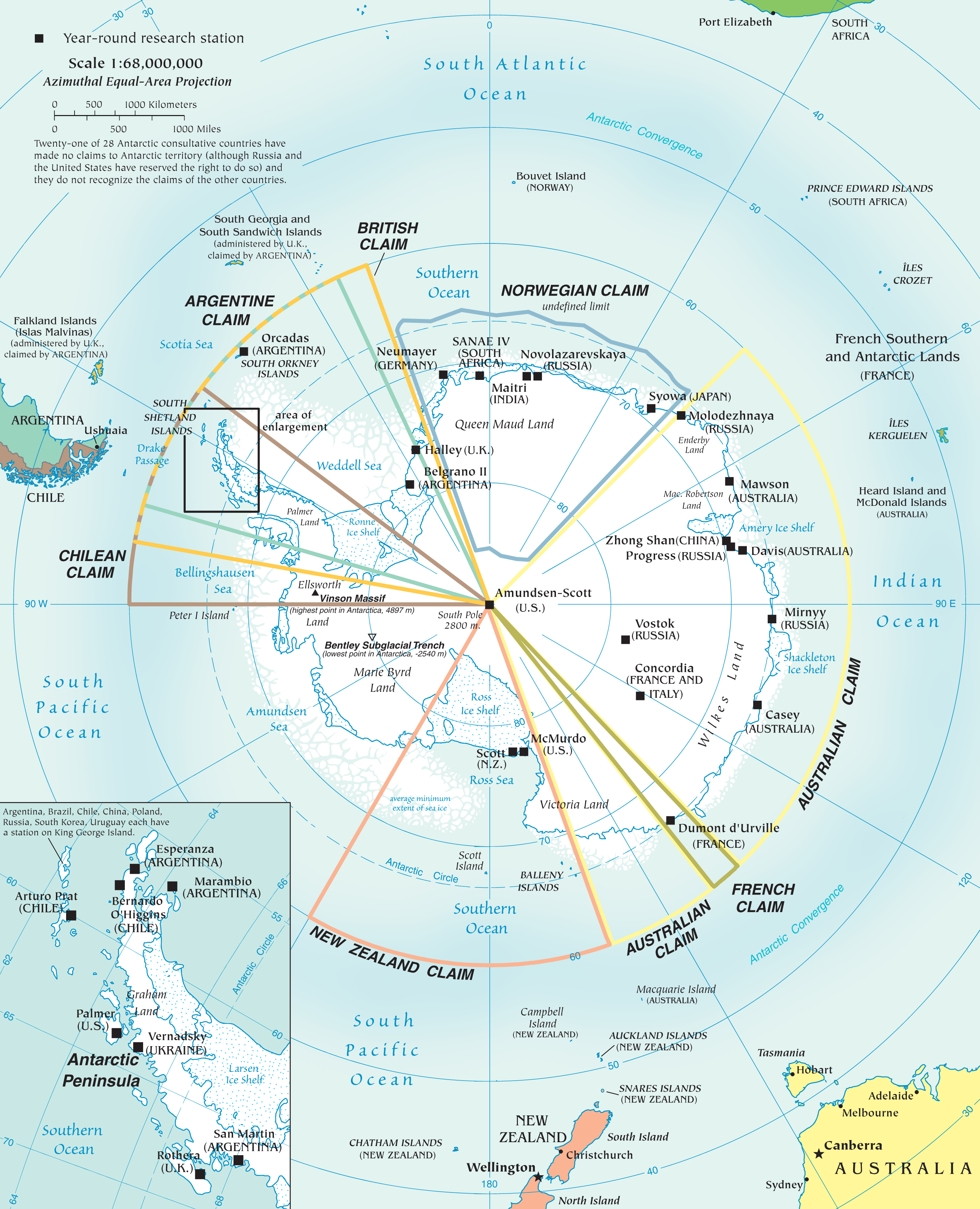
南極大陸周辺の地図。ロス海とウェッデル海に挟まれた地域がマリーバードランドであり、Bentley Subglacial Trenchも表記されている。

ベントリー氷河底地溝(ベントリーひょうがていちこう、Bentley Subglacial Trench)は、南極・マリーバードランドにある広大な地溝である。南緯80度、西経115度にある。

## 地理
氷河底の地面の標高は-2,555mであり、水に覆われていない地点としては地球上でもっとも標高が低い地点である。しかし一帯は3000m以上の氷河に覆われており、本質的には「地下」であるため、一般的には最低標高地点とはみなされない。地溝の大きさはメキシコの面積（約200万km2）と同等である。1957年から1959年に地球物理学者でウィスコンシン大学教授のチャールズ・R・ベントリー率いる探検隊が西南極で科学的な探検を行なった。この探検中に氷河底地溝が発見されたことから、1961年に彼の名を冠して名づけられた。